# Mauészijdeaapje
Het Mauészijdeaapje (Mico mauesi) is een zoogdier uit de familie van de klauwaapjes (Callitrichidae). De wetenschappelijke naam van de soort werd voor het eerst geldig gepubliceerd door R.A. Mittermeier, Schwarz & Ayres in 1992.

## Voorkomen
De soort komt voor in Brazilië.